# Verneuil-en-Halatte
Pour les articles homonymes, voir Verneuil.
Verneuil-en-Halatte est une commune française située dans le département de l'Oise, en région Hauts-de-France.
Ses habitants sont appelés les Vernoliens.

## Géographie

### Localisation
Verneuil-en-Halatte est située à une distance orthodromique de 48 km au nord-nord-est de Paris, dans le sud du département de l'Oise. Peuplé de 4 650 habitants (2017), c'est un grand village, blotti en lisière de la forêt d'Halatte sur la rive gauche de l'Oise, en amont et au nord-est de Creil, dont il entre dans l'aire urbaine. Outre le bourg qui lui donne son nom, la commune comporte quatre hameaux. Le Tremblay ne comporte qu'une poignée de maisons et se situe à l'ouest, à la limite avec Creil, à côté d'une zone d'activités. Mont la Ville, parfois orthographié Montlaville, désigne la partie du village située dans le vallon du ru Macquart, au sud-est, le long de la RD 565 en direction de Fleurines. Seulement 200 m séparent la première maison de ce hameau de la dernière maison du chef-lieu. Les Sablons correspond aux maisons le long de la rue du Docteur-Calmette, à l'est du bourg ; ce hameau forme aujourd'hui une entité presque homogène avec le centre-ville grâce à la rue Victor-Hugo. Finalement, la Rue des Bois est un hameau le long de la RD 120 près de la commune voisine de Beaurepaire, éloigné de plus de deux kilomètres du centre-ville. Avec 22,26 km2, deux fois plus que la superficie de la commune voisine de Creil, Verneuil est la onzième commune la plus étendue de l'Oise.
| Villers-Saint-Paul Nogent-sur-Oise | Rieux Brenouille    | Beaurepaire              |
| Creil                              | Verneuil-en-Halatte | Fleurines                |
|                                    | Apremont            | Aumont-en-Halatte Senlis |

En raison de son importante superficie, Verneuil comporte un nombre de communes limitrophes élevé, dix au total. La limite avec quatre de ces communes passe par le milieu de l'Oise : de l'ouest vers l'est, Villers-Saint-Paul, Nogent-sur-Oise, Rieux et Brenouille. Il n'existe donc aucun lien terrestre direct avec ces communes, à l'exception d'une passerelle non ouverte à la circulation automobile, entre Verneuil et l'usine chimique de Villers-Saint-Paul. Sinon, il faut passer par Creil ou Pont-Sainte-Maxence pour les atteindre. À noter que la limite commune avec Nogent ne porte que sur une quarantaine de mètres. Autre point qui mérite d'être signalé, le voisinage plutôt insoupçonné avec Senlis, le chef-lieu d'arrondissement, à une distance routière de près de 13 km par Fleurines. L'aérodrome de Creil est situé pour moitié environ sur la commune de Verneuil ; il occupe 1,9 km2 du territoire communal, soit 8,5 %.

### Topographie et relief

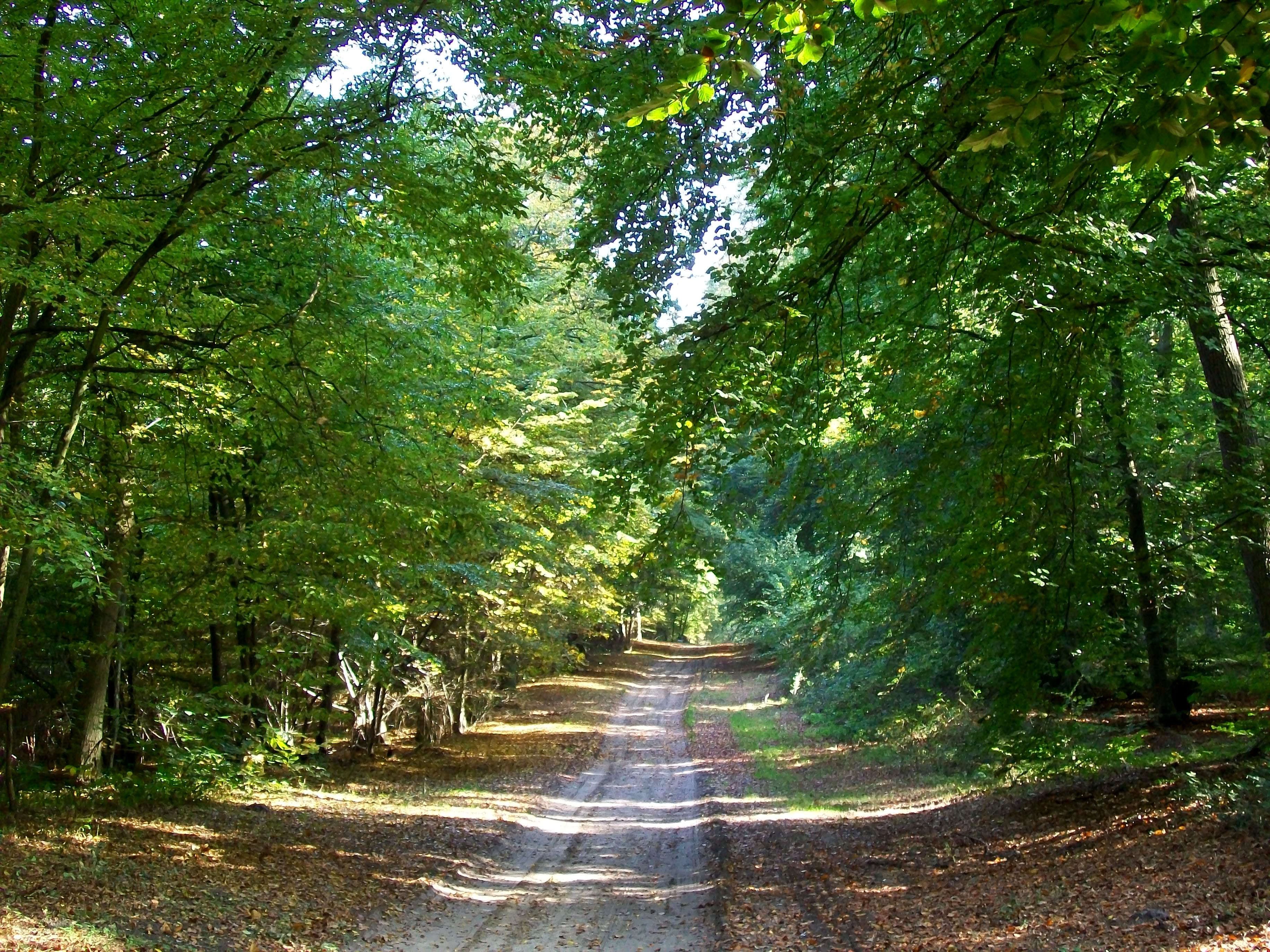
Chemin des Bâtis dans la forêt d'Halatte.

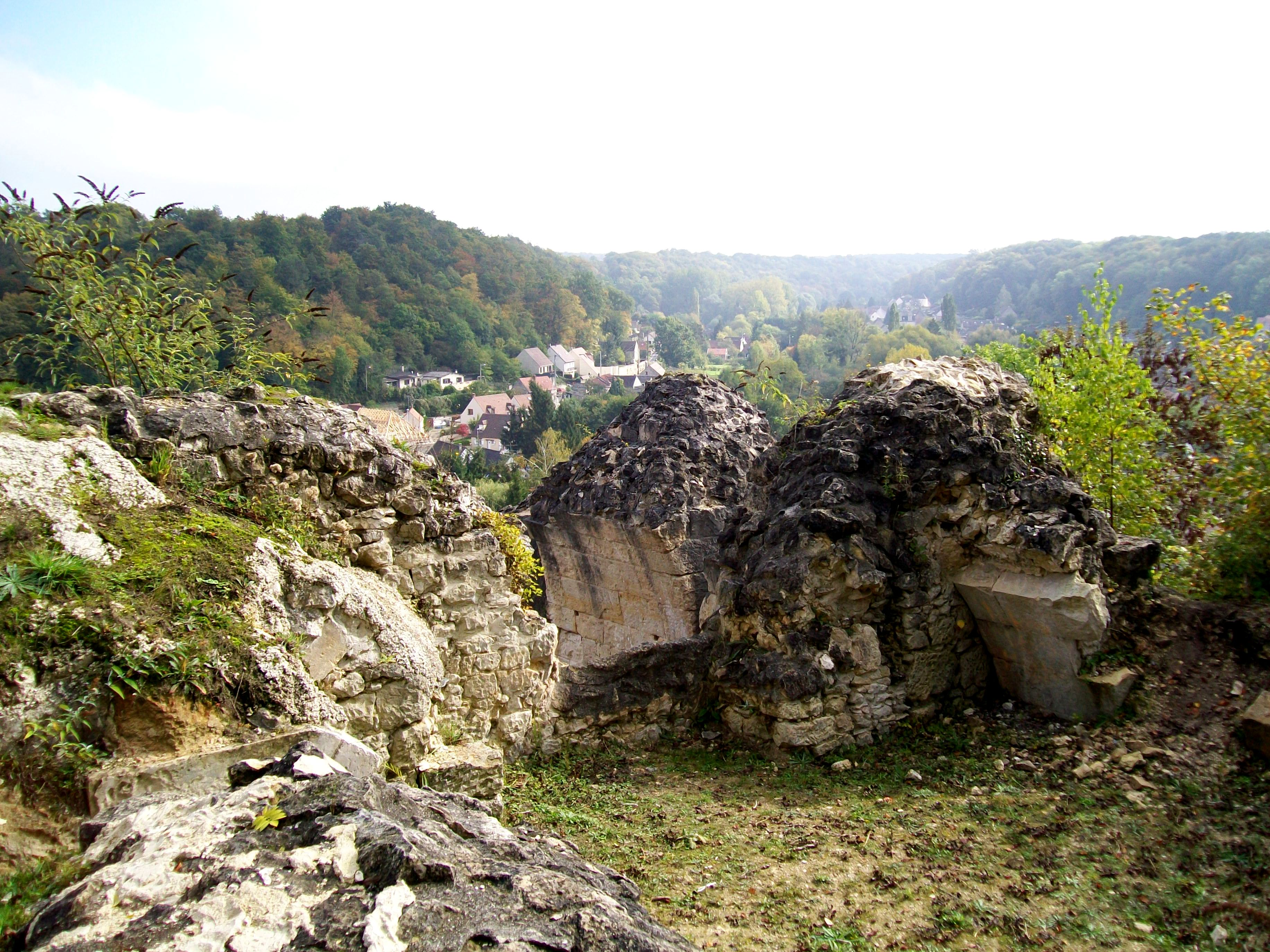
Le hameau de Mont-la-Ville depuis les ruines du château.

Le bourg est bâti au pied du versant nord-ouest du massif de la forêt d'Halatte, qui sur Verneuil prend la forme d'un plateau d'une altitude variant autour de 90 m, avec un point culminant à 90 m. Le village se situe plus précisément dans la partie finale du vallon du ru Macquart, large ici de 600 m, et formant un plateau à un niveau intermédiaire entre la forêt d'Halatte et l'Oise, à une altitude entre 30 m et 40 m. L'implantation correspond à un choix stratégique à plusieurs titres : ici seulement l'espace entre la rivière et les coteaux du massif d'Halatte fut suffisant pour la construction d'un village d'envergure, qui est ainsi protégé des crues. La situation dans une cuvette et l'arrosage par un ruisseau est en même temps favorable à la culture de potagers ou vergers. En effet, comme souvent dans des villages-clairières, les rues sont espacées les unes des autres, laissant de grands jardins derrière les maisons. Comme déjà mentionné dans le paragraphe ci-dessus, le hameau de Mont-la-Ville est implanté en amont dans le vallon du ru Macquart. Ce dernier est toutefois assez court et prend fin avant la limite même du territoire communal. L'expansion du village ne s'est pas fait en remontant le vallon, mais au contraire au nord, sur les flancs orientaux des collines et dans la plaine. Ces quartiers résidentiels et pavillonnaires sont pratiquement dissociés du centre-ville.
Le vallon prend aussi un rôle structurant pour l'occupation des surfaces. À l'ouest, la forêt reste homogène et intacte, la nature domine. Hormis la forêt domaniale d'Halatte, qui n'atteint pas tout à fait les limites du village, l'on trouve deux bois privés au nord-est : le bois du Fossé près du village, et puis le bois de Monbuisson plus à l'est. Ces bois sont traversés par des chemins ruraux permettant de les traverser. À l'ouest, le plateau est par contre occupé par le « parc technologique Alata », une zone d'activités, un site de l'Institut géographique national, et bien entendu l'aérodrome de Creil. La forêt communale de Verneuil fait figure d'exception ; sa préservation est sans doute due au fait qu'il s'étale dans un vallon secondaire dont le relief ne permet pas d'autres usages. Sur les coteaux vers l'Oise au nord-ouest, des pelouses calcicoles se sont préservés au bois du Tremblay, cerné par des zones d'activités (voir la section Politique environnementale, ci-dessous). Hormis ces deux secteurs de part et d'autre du vallon, sur les plateaux, la commune de Verneuil est bien entendu marquée par le passage de l'Oise, avec sa plaine alluviale devenant de plus en plus large en amont, où des lacs témoignent de l'extraction des sables. L'Oise côtoie Verneuil sur 5,7 km environ. La limite entre la plaine de l'Oise et les coteaux du massif d'Halatte est matérialisée par la RD 120.

### Hydrographie

#### Réseau hydrographique
La commune est située dans le bassin Seine-Normandie. Elle est drainée par l'Oise, le fossé 01 de la commune de Verneuil-en-Halatte et le ru Macquart,,.
L'Oise prend sa source en Belgique, à 309 mètres d'altitude, dans l'ancienne commune de Forges et se jette dans la Seine à 20 mètres d'altitude, au Pointil en rive droite et en aval du centre de Conflans-Sainte-Honorine dans le département des Yvelines. D'une longueur 341 kilomètres, elle est presque entièrement navigable et bordée de canaux sur 104 kilomètres. 

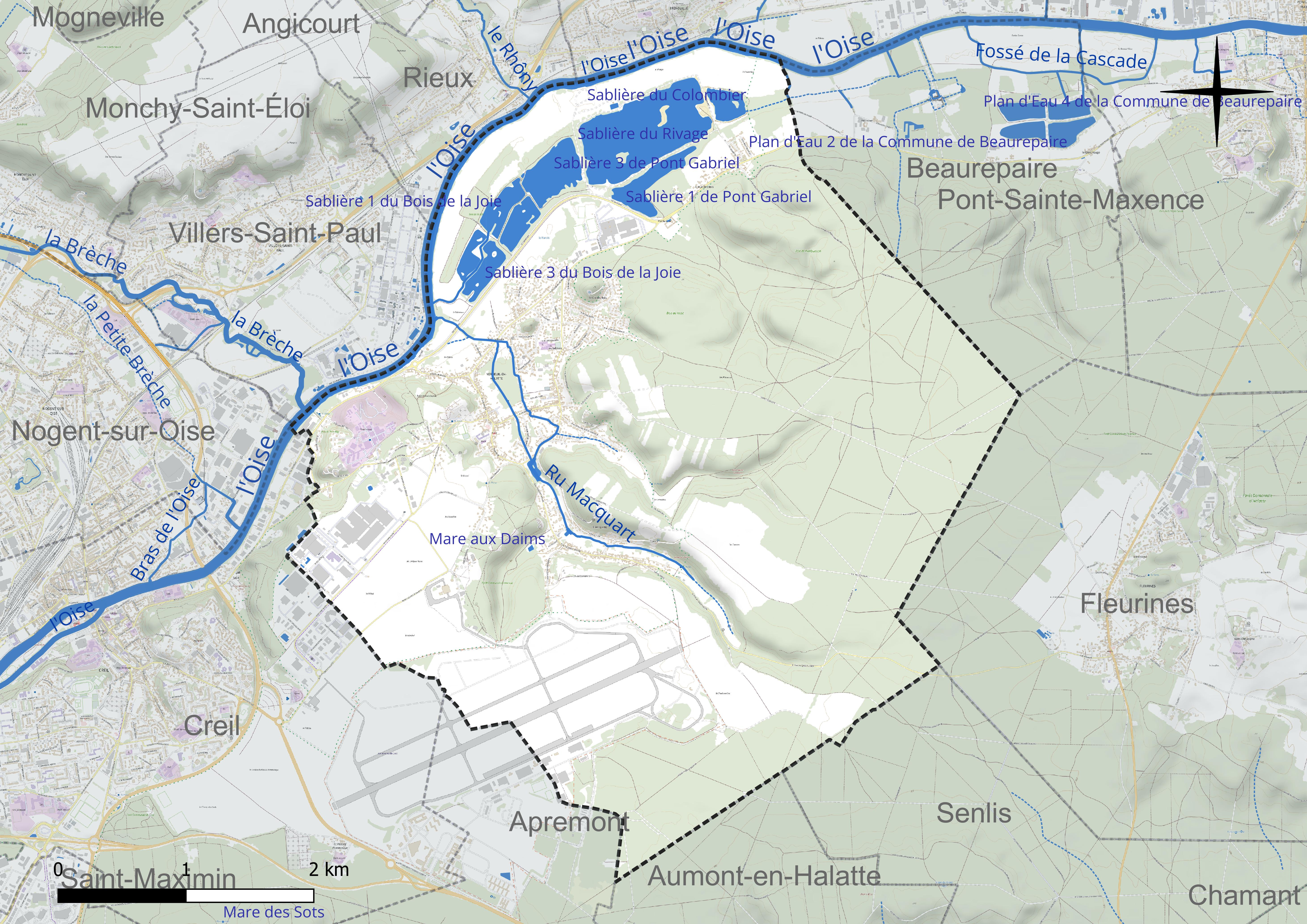
Réseau hydrographique de Verneuil-en-Halatte.

Huit plans d'eau complètent le réseau hydrographique : la mare aux Daims (0,1 ha), la sablière 1 de Pont Gabriel (10,1 ha), la sablière 1 du Bois de la Joie (6,8 ha), la sablière 2 du Bois de la Joie (3,8 ha), la sablière 3 de Pont Gabriel (20,7 ha), la sablière 3 du Bois de la Joie (6,1 ha), la sablière du Colombier (5,3 ha) et la sablière du Rivage (47,7 ha),.

#### Gestion et qualité des eaux
Le territoire communal est couvert par le schéma d'aménagement et de gestion des eaux (SAGE) « Sensée ». Ce document de planification concerne un territoire de 789 km2 de superficie, délimité par trois bassins versants en totalité ou en partie (Aisne, Oise et Aronde). Le périmètre a été arrêté le 16 octobre 2001 et le SAGE proprement dit a été approuvé le 8 juin 2009, puis révisé le 27 novembre 2019. La structure porteuse de l'élaboration et de la mise en œuvre est le syndicat mixte Oise-Aronde. 
La qualité des cours d'eau peut être consultée sur un site dédié géré par les agences de l'eau et l'Agence française pour la biodiversité. 

### Climat
Pour des articles plus généraux, voir Climat des Hauts-de-France et Climat de l'Oise.
En 2010, le climat de la commune est de type climat océanique dégradé des plaines du Centre et du Nord, selon une étude du CNRS s'appuyant sur une série de données couvrant la période 1971-2000. En 2020, Météo-France publie une typologie des climats de la France métropolitaine dans laquelle la commune est dans une zone de transition entre le climat océanique et le climat océanique altéré et est dans la région climatique  Nord-est du bassin Parisien, caractérisée par un ensoleillement médiocre, une pluviométrie moyenne régulièrement répartie au cours de l'année et un hiver froid (3 °C). 
Pour la période 1971-2000, la température annuelle moyenne est de 10,9 °C, avec une amplitude thermique annuelle de 14,9 °C. Le cumul annuel moyen de précipitations est de 669 mm, avec 10,4 jours de précipitations en janvier et 8,3 jours en juillet. Pour la période 1991-2020, la température moyenne annuelle observée sur la station météorologique la plus proche, située sur la commune de Creil à 4 km à vol d'oiseau, est de 11,2 °C et le cumul annuel moyen de précipitations est de 662,2 mm,. Pour l'avenir, les paramètres climatiques de la commune estimés pour 2050 selon différents scénarios d'émission de gaz à effet de serre sont consultables sur un site dédié publié par Météo-France en novembre 2022.
| Mois                                  | jan.             | fév.             | mars             | avril         | mai             | juin           | jui.           | août           | sep.            | oct.          | nov.             | déc.             | année      |
| ------------------------------------- | ---------------- | ---------------- | ---------------- | ------------- | --------------- | -------------- | -------------- | -------------- | --------------- | ------------- | ---------------- | ---------------- | ---------- |
| Température minimale moyenne (°C)     | 1,4              | 1,2              | 3,1              | 4,9           | 8,4             | 11,4           | 13,4           | 13,2           | 10,3            | 7,8           | 4,3              | 1,9              | 6,8        |
| Température moyenne (°C)              | 4,1              | 4,6              | 7,5              | 10,3          | 13,7            | 16,9           | 19,2           | 19             | 15,6            | 11,9          | 7,4              | 4,5              | 11,2       |
| Température maximale moyenne (°C)     | 6,8              | 8                | 12               | 15,6          | 19              | 22,4           | 24,9           | 24,8           | 20,9            | 15,9          | 10,5             | 7,2              | 15,7       |
| Record de froid (°C) date du record   | −21,6 17.01.1985 | −18,5 14.02.1956 | −11,4 08.03.1971 | −5,3 06.04.21 | −2,6 03.05.1981 | 0,7 01.06.1975 | 3,5 01.07.1960 | 3,2 01.08.1965 | −0,6 17.09.1971 | −5 28.10.03   | −11,3 24.11.1998 | −16,7 31.12.1970 | −21,6 1985 |
| Record de chaleur (°C) date du record | 15,9 27.01.03    | 21,4 28.02.1960  | 25,4 31.03.21    | 28 20.04.18   | 31,7 07.05.1976 | 36,4 27.06.11  | 41,6 25.07.19  | 39,3 09.08.20  | 35,3 15.09.20   | 28,3 01.10.11 | 20,7 08.11.15    | 16,9 07.12.00    | 41,6 2019  |
| Ensoleillement (h)                    | 49,2             | 86,7             | 141,7            | 200,8         |                 | 216,9          |                | 217            | 180,6           | 118,4         | 67,4             | 61,4             |            |
| Précipitations (mm)                   | 56,2             | 47,1             | 48,2             | 45,2          | 60              | 56             | 56             | 57,6           | 45              | 61,1          | 59,2             | 70,6             | 662,2      |

## Urbanisme

### Typologie
Au 1er janvier 2024, Verneuil-en-Halatte est catégorisée ceinture urbaine, selon la nouvelle grille communale de densité à sept niveaux définie par l'Insee en 2022.
Elle appartient à l'unité urbaine de Creil, une agglomération intra-départementale regroupant 23  communes, dont elle est une commune de la banlieue,,. Par ailleurs la commune fait partie de l'aire d'attraction de Paris, dont elle est une commune de la couronne,. Cette aire regroupe 1 929 communes,.

### Occupation des sols
L'occupation des sols de la commune, telle qu'elle ressort de la base de données européenne d'occupation biophysique des sols Corine Land Cover (CLC), est marquée par l'importance des forêts et milieux semi-naturels (49,4 % en 2018), une proportion sensiblement équivalente à celle de 1990 (50 %). La répartition détaillée en 2018 est la suivante : 
forêts (45,6 %), terres arables (19,5 %), zones industrielles ou commerciales et réseaux de communication (12,5 %), zones urbanisées (8,6 %), eaux continentales (8,1 %), milieux à végétation arbustive et/ou herbacée (3,8 %), prairies (1,9 %). L'évolution de l'occupation des sols de la commune et de ses infrastructures peut être observée sur les différentes représentations cartographiques du territoire : la carte de Cassini (XVIIIe siècle), la carte d'état-major (1820-1866) et les cartes ou photos aériennes de l'IGN pour la période actuelle (1950 à aujourd'hui).

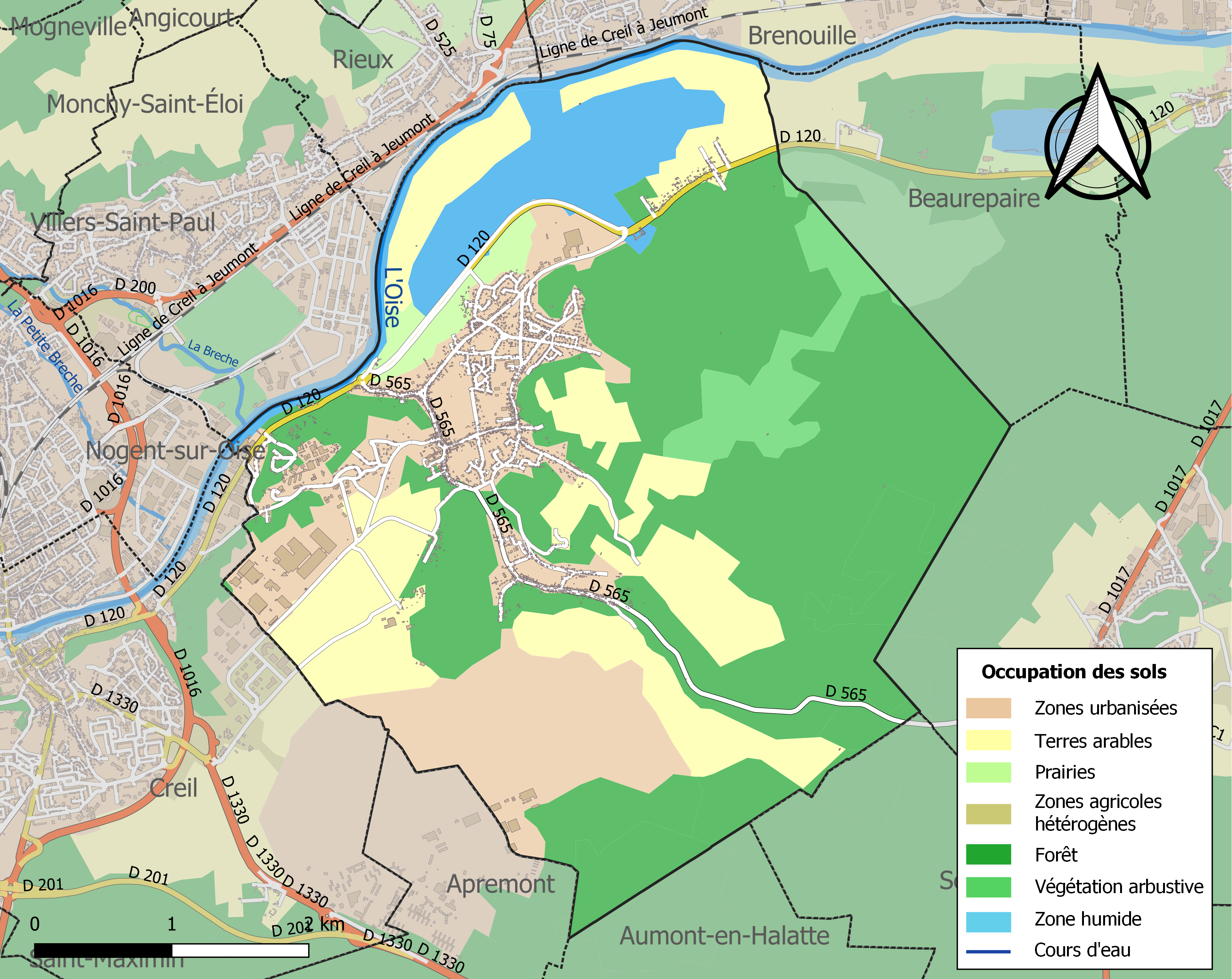
Carte des infrastructures et de l'occupation des sols de la commune en 2018 (CLC).

### Voies de communication et transports
Verneuil-en-Halatte est traversée par deux routes départementales, la RD 120 Pont-Sainte-Maxence-Creil et la RD 565 Verneuil-Fleurines. La première contourne le village par le nord-ouest et par le nord, dans la vallée de l'Oise. Avant d'arriver à Creil, elle communique avec la déviation de l'agglomération, la RD 1016, ancienne nationale 16, reliant Amiens à Paris. La RD 1016 est en grande partie une voie express à deux fois deux voies. Elle donne accès à la RD 1330, l'ancienne nationale 330, à l'est du plateau de Creil. Cette voie express mène à Senlis et vers l'autoroute A1, l'autoroute du nord Paris - Lille (sortie no 8 Senlis / Creil). Senlis peut également être rejoint par la RD 565, qui traverse le village, et Fleurines, en empruntant ensuite la RD 1017, l'ancienne nationale 17. Cette route mène également vers Paris et donne aussi accès à la RD 1330 et l'autoroute A1.
La gare la plus proche est celle de Creil à l'ouest, nœud ferroviaire de cinq lignes avec une desserte fréquente vers Paris et les principales villes de Picardie.
La commune est desservie, en 2023, par les lignes 633, 6211 et 6217 du réseau interurbain de l'Oise. Le service de transport à la demande gratuit TAD'OHM, mis en place par la communauté de communes des Pays d'Oise et d'Halatte, dessert également la commune.
La zone d'activités Alata est desservie par la ligne Express Alata et le service de transport à la demande AXO+2 du réseau creillois AXO.

## Toponymie
Le nom de la localité est attesté sous les formes de Vernillo (Xe) ; apud Vernolium (vers 1107) ; de Vernolio (vers 1107) ; de Vernoliis (1145) ; Vernolia (vers 1200) ; inter Silvanectum et Vernoil (1214) ; de portu de vernolio (1228) ; Petrus de pratis de vernolio (1237) ; Vernogilum (1240) ; Vernoïlum (1240) ; Vernonum (1260) ; de Vernüel (1263) ; Verneuilg (1317) ; Verneulg (1317) ; Vergneil (1325) ; Verneul sur la riviere doise (vers 1380) ; Verneul (1385) ; Vernueil (XIVe) ; Vernol (XIVe) ; Vernueilg sur la riviere doise (XIVe) ; de Vernueilg (1404) ; Verneul sur Oyse (1451) ; Verneuil sur Oyse (1494) ; Vernueil sur oise (1503) ; Verneul sur Oise (1526) ; Verneuf (vers 1530) ; Verneul sur Oize (vers 1530) ; Verneuil (1667) ; Verneuil sur Oize (1679) ; Verneuf alias Verneuil (XVIIe) ; chateau de Verneule (1692) ; Verneüil sur Oise (1705) ; Verneüille (1734) ; Verneuil-sur-Oise (XIXe) ; Verneuil-en-Halatte (1956).

Verneuil s'explique à partir de deux mots gaulois : le terme *uerno- « marécage, aulne » resté dans les termes dialectaux verne et vergne, sortes d'aulnes et *ialon, latinisé en -ialum, et qui signifie initialement « espace découvert par un défrichement », « essart », et qui a donné les finales -ueil / -euil en langue d'oïl en langue d'oc signifiant la « clairière, le lieu défriché » et finalement, le « village ».
Halatte, du nom de la forêt d'Halatte qui couvre en grande partie le territoire. La forêt d'Halatte, appelée plus rarement forêt de Pont-Sainte-Maxence, est une forêt domaniale des Hauts-de-France, située dans le département de l'Oise, proche de Pont-Sainte-Maxence et de Senlis.

## Histoire
Le site fut occupé depuis l'époque gallo-romaine, comme l'attestent les restes de la villa dite « de Bufosse ».
Ce fut ensuite une seigneurie, appartenant au comte de Saint-Pol, qui l'obtint de Philippe-Auguste.
Le château fut commandé par le seigneur de Verneuil, Philippe IV de Boulainvilliers au milieu du XVIe siècle. Faute d'argent, celui-ci dut se résoudre à vendre le chantier à Jacques de Savoie-Nemours qui mourut sans pouvoir l'achever. Sa veuve, Anne d'Este, vendit le château à Henri IV qui l'offrit à sa maîtresse, Catherine de Balzac d'Entragues, en érigeant la terre en marquisat.
Louis XIV l'érigea en duché-pairie en 1652 pour Henri de Bourbon-Verneuil, le fils naturel de Henri IV et de la marquise, qui mourut sans postérité en 1682.
En 1705, les princes de Condé achetèrent le château qu'ils firent démolir en 1734 car il « faisait de l'ombre » au château de Chantilly. D'année en année, la végétation luxuriante recouvrit les ruines et l'édifice disparut.
Le 18 février 1951, la passerelle Jean-Biondi (en mémoire du maire de Creil), enjambant l'Oise et reliant Verneuil-en-Halatte à Villers-Saint-Paul est inaugurée en présence du préfet de l'Oise, Maurice Cuttoli, du sous-préfet de Senlis, des maires des deux communes et plusieurs autres élu(e)s.
En 1987, la commune se résout à sauver ce qu'il reste du château en confiant le site au club du Vieux Manoir qui mobilise des jeunes pour sauvegarder ce monument. Depuis, on retrouve peu à peu la dépouille d'une splendeur déchue. Il ne reste aujourd'hui que les soubassements du château. Le musée Serge-Ramond et les Amis du vieux Verneuil ont aussi joué un rôle dans cette sauvegarde.

## Politique et administration

### Liste des maires
| Période                                  | Période                      | Identité                      | Étiquette    | Qualité                                                                              |
| ---------------------------------------- | ---------------------------- | ----------------------------- | ------------ | ------------------------------------------------------------------------------------ |
| Les données manquantes sont à compléter. |                              |                               |              |                                                                                      |
| 1848                                     | 1848                         | Jean Louis Adrien Cleret      |              |                                                                                      |
| 1873                                     | 1876                         | Jean François Jules Boulanger |              |                                                                                      |
| Les données manquantes sont à compléter. |                              |                               |              |                                                                                      |
| mars 1965                                | mars 1983                    | Yvan Sarrazin                 |              | Professeur agrégé de mathématiques                                                   |
| mars 1983                                | mars 2008                    | Jean-Claude Hrmo              | RPR puis UMP | Maraîcher retraité Conseiller général du canton de Pont-Sainte-Maxence (1985 → 2011) |
| mars 2008                                | mai 2020                     | Christian Massaux             | DVD          | Cadre Président de la CC des pays d'Oise et d'Halatte (2018 → 2020)                  |
| mai 2020,                                | En cours (au 7 juillet 2020) | Philippe Kellner              | DVD          | Enseignant Vice-président de la CC des pays d'Oise et d'Halatte (2020 → )            |

### Politique environnementale
La commune n'a pas été incluse dans le parc naturel régional Oise-Pays de France, sauf pour la partie de son territoire entrant dans le site naturel classé de la forêt d'Halatte. Cette décision a été motivée par l'appartenance de Verneuil à l'agglomération creilloise, dont pourrait découler une logique de développement non compatible avec celle du parc, et qui fait que l'article L.302-5 du code de la construction et de l'habitation soit applicable, portant sur l'obligation des 20 % de logements sociaux. De plus amples explications ne sont pas fournies dans la charte du parc, et il n'est pas dit pourquoi des logements sociaux seraient mal placés dans un parc naturel régional.
Les espaces naturels sur la commune de Verneuil sont protégés par deux ZNIEFF type 1, « Massif forestier d'Halatte », et « Coteaux de Vaux et de Laversine ». La première englobe l'ensemble des forêts à l'est du village et à l'est de la RD 565, avec les bois privés, ainsi que la forêt communale de Verneuil, où se situe le château ruiné. La seconde concerne sur la commune le petit bois du Tremblay sur les coteaux au sud de la RD 120, près de l'Oise, et cerné de toutes parts par les zones d'activités.
Le site naturel classé « Forêt d'Halatte et ses glacis agricoles », et donc la partie de la commune intégrée dans le parc naturel régional, ne correspond pas exactement à la ZNIEFF : est exclue la forêt communale de Verneuil, mais est incluse une zone non boisée au sud-est de Mont-la-Ville, au lieu-dit les Fronces. Le site classé a été créé par décret du 5 août 1993, et il a été précédé par un site inscrit « Vallée de la Nonette » créé par arrêté du 6 février 1970. Vu l'éloignement de Verneuil de la Nonette, le nom du site semble inapproprié ; il correspond en fait à la partie du parc naturel régional situé dans l'Oise, et englobe la totalité du territoire communal de Verneuil, même l'aérodrome de Creil et le parc technologique.

## Population et société

### Démographie

#### Évolution démographique
L'évolution du nombre d'habitants est connue à travers les recensements de la population effectués dans la commune depuis 1793. Pour les communes de moins de 10 000 habitants, une enquête de recensement portant sur toute la population est réalisée tous les cinq ans, les populations de référence des années intermédiaires étant quant à elles estimées par interpolation ou extrapolation. Pour la commune, le premier recensement exhaustif entrant dans le cadre du nouveau dispositif a été réalisé en 2005.

En 2022, la commune comptait 4 795 habitants, en évolution de +3,07 % par rapport à 2016 (Oise : +0,87 %, France hors Mayotte : +2,11 %).
| 1793  | 1800  | 1806  | 1821  | 1831  | 1836  | 1841  | 1846  | 1851  |
| ----- | ----- | ----- | ----- | ----- | ----- | ----- | ----- | ----- |
| 1 332 | 1 201 | 1 232 | 1 210 | 1 299 | 1 231 | 1 138 | 1 136 | 1 116 |

| 1856  | 1861  | 1866  | 1872  | 1876  | 1881  | 1886  | 1891  | 1896  |
| ----- | ----- | ----- | ----- | ----- | ----- | ----- | ----- | ----- |
| 1 080 | 1 077 | 1 095 | 1 113 | 1 035 | 1 061 | 1 158 | 1 141 | 1 135 |

| 1901  | 1906  | 1911  | 1921  | 1926  | 1931  | 1936  | 1946  | 1954  |
| ----- | ----- | ----- | ----- | ----- | ----- | ----- | ----- | ----- |
| 1 102 | 1 077 | 1 197 | 1 466 | 1 348 | 1 385 | 1 376 | 1 443 | 1 807 |

| 1962  | 1968  | 1975  | 1982  | 1990  | 1999  | 2005  | 2006  | 2010  |
| ----- | ----- | ----- | ----- | ----- | ----- | ----- | ----- | ----- |
| 2 218 | 2 587 | 2 560 | 3 463 | 3 614 | 4 037 | 4 320 | 4 349 | 4 486 |

| 2015  | 2020  | 2022  | - | - | - | - | - | - |
| ----- | ----- | ----- | - | - | - | - | - | - |
| 4 690 | 4 738 | 4 795 | - | - | - | - | - | - |

#### Pyramide des âges
La population de la commune est relativement jeune.
En 2018, le taux de personnes d'un âge inférieur à 30 ans s'élève à 32,8 %, soit en dessous de la moyenne départementale (37,3 %). À l'inverse, le taux de personnes d'âge supérieur à 60 ans est de 23,7 % la même année, alors qu'il est de 22,8 % au niveau départemental.
En 2018, la commune comptait 2 269 hommes pour 2 408 femmes, soit un taux de 51,49 % de femmes, légèrement supérieur au taux départemental (51,11 %).
Les pyramides des âges de la commune et du département s'établissent comme suit.
| Hommes | Classe d’âge | Femmes |
| ------ | ------------ | ------ |
| 0,5    | 90 ou +      | 0,8    |
| 6,4    | 75-89 ans    | 7,6    |
| 16,3   | 60-74 ans    | 15,7   |
| 24,2   | 45-59 ans    | 24,4   |
| 19,1   | 30-44 ans    | 19,4   |
| 14,4   | 15-29 ans    | 14,0   |
| 19,1   | 0-14 ans     | 18,0   |

| Hommes | Classe d’âge | Femmes |
| ------ | ------------ | ------ |
| 0,5    | 90 ou +      | 1,4    |
| 5,5    | 75-89 ans    | 7,6    |
| 15,6   | 60-74 ans    | 16,3   |
| 20,8   | 45-59 ans    | 20     |
| 19,4   | 30-44 ans    | 19,4   |
| 17,6   | 15-29 ans    | 16,2   |
| 20,6   | 0-14 ans     | 19,1   |

## Économie
La commune abrite, notamment deux grandes entreprises :
- Distribution Sanitaire Chauffage : 1 514 M€ de chiffre d'affaires et 4 340 salariés (une filiale de Saint Gobain Distribution)[47]
- Les Ateliers de Verneuil-en-Halatte : une maroquinerie du groupe Chanel : 104 M€ de chiffre d'affaires et 441 salariés[48]. Le siège social est à Paris 75001.

Verneuil-en-Halatte possède 2 boulangeries, 1 charcuterie, 1 école de musique, 2 écoles primaires, un centré aéré, avec un skate parc où il y a plusieurs rampes avec 2 terrains de football, un tabac, une épicerie et un salon de massage.

## Culture locale et patrimoine

### Lieux et monuments

#### Oppidum
L' oppidum de Verneuil-en-Halatte ou Camp romain est situé au lieu-dit « le Tremblay », cavée Louis-Douche (classé Monument historique par arrêté du 4 mai 1950) : en 1866, des vases en terre cuite y ont été découverts par des ouvriers, tout à fait par hasard. Cette trouvaille a motivé des fouilles par la suite. Leurs produits sont pour partie exposés au musée d'art et d'archéologie de Senlis.

#### Église Saint-Honoré

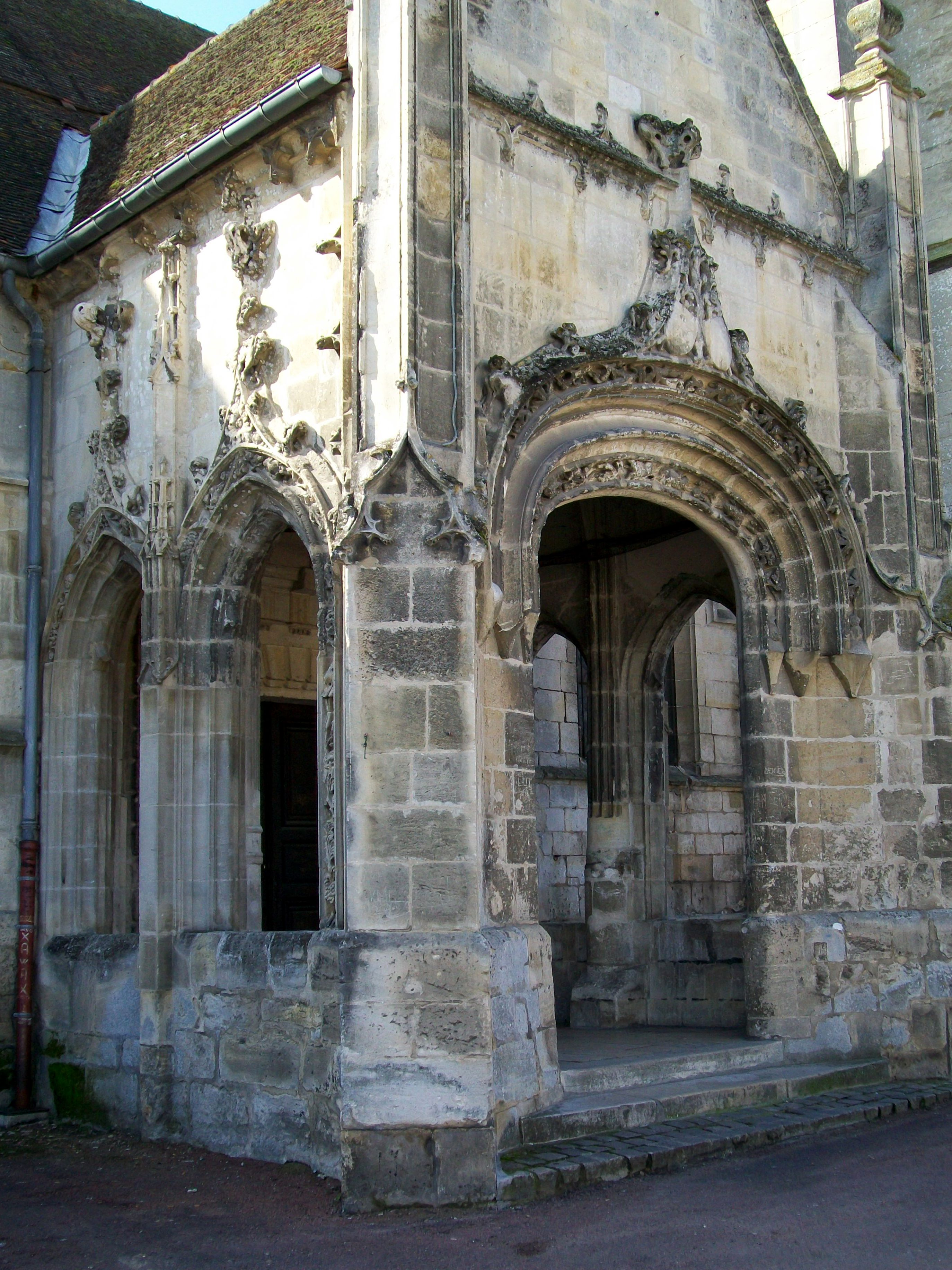
Le porche de l'église Saint-Honoré.

Verneuil-en-Halatte compte deux monuments historiques classés ou inscrits sur son territoire, et est riche également de monuments non encore protégés officiellement.
- Église Saint-Honoré (inscrite monument historique par arrêté du 3 novembre 1927[52]) : de l'église initiale des années 1170, ne subsistent qu'une portion de mur au nord et une arcade de la première travée du chœur avec deux chapiteaux. L'essentiel de l'édifice date de la fin du XVe siècle et du premier quart du XVIe siècle. Orienté sud-est - nord-ouest, il se compose d'un vaisseau central de sept travées et de deux bas-côtés. Les cinq premières travées sont considérées comme nef, dépourvues par ailleurs de fenêtres et éclairées seulement indirectement par les bas-côtés, et les deux dernières travées forment le chœur, qui se termine par une abside rectangulaire au chevet plat. Le chœur et son bas-côté nord sont les parties les plus anciennes et de largeur égale. Cette largeur a dû paraître insuffisante pour la nef lors de sa reconstruction. De ce fait, sa cinquième travée est de forme trapézoïde, pour établir la transition entre le chœur et le reste de la nef. Sur les façades, la distinction entre nef et chœur se remarque facilement par la différence de hauteur et de forme des toitures ; en effet, le toit de la nef est plus haut que celui du chœur, alors que pour les bas-côtés, l'invers est le cas. L'ensemble de l'église est voûté d'ogives, quadripartites en général, mais sexpartites pour la première et deuxième travée de la nef, et avec des liernes pour la seconde et quatrième travée. Comme c'est la règle à la période flamboyante, les nervures prismatiques des voûtes sont pénétrantes, et les chapiteaux sont entièrement absents. Les piliers ondulés correspondent exactement au style du voûtement et rendent l'espace intérieur très élégant. Le clocher s'élève au-dessus de la première travée du bas-côté nord ; il est épaulé par deux massifs contreforts par angle et coiffé d'une élégante flèche octogonale en pierre. L'on remarquera sa similitude avec celui de l'église Saint-Médard de Creil. Le clocher initial, qui s'est écroulé au XVe siècle, était situé au-dessus de la première travée du chœur : sa souche subsiste dans les combles. L'entrée principale se situe au milieu de la façade nord-est, sous un porche ajouré par deux baies des deux côtés. Il est attribué à Salomon de Brosse, et serait donc un exemple de collaboration entre un protestant et l'église catholique. Avec son décor flamboyant richement sculpté, c'est bien l'élément le plus remarquable des façades de l'église. Un portail secondaire se situe dans la façade nord-ouest. Il présente la particularité d'unir dans un même ensemble, entièrement décoré, le portail en anse de panier et la baie qui le surmonte[53],[54],[55].

#### Le musée Serge-Ramond
Le musée se situe place de Piegaro, au centre-ville, près de la mairie. Ouvert en 1987, il prend le nom « musée de la Mémoire des Murs et d'Archéologie » en 1996, avant de devenir récemment le « musée Serge-Ramond » en hommage à son fondateur. Cet artiste et archéologue amateur a commencé à réunir ses collections en 1969. Le musée, devenu entièrement communal en 2000 et unique en France en son genre, est consacré aux inscriptions gravées anciennes, appelées également graffiti. On les trouve sur les murs de bâtiments anciens de tout genre, dans les cachots, dans des carrières souterraines ou sur des rochers. Selon le contexte, les inscriptions et dessins étaient moyen d'expression, de communication ou de contestation. Ils témoignent des modes de vie de leur époque, des croyances et des centres d'intérêt au fil des siècles, et peuvent se rapporter à la religion, la vie militaire, la vie quotidienne, ou bien avoir un rôle décoratif. Dans vingt-deux salles, le musée expose au total 3 500 moulages de ces graffiti, mais également les produits des fouilles du site de Bufosse et des vestiges de l'ancien château de Verneuil (voir ci-dessous). L'association Association de Sauvegarde du Patrimoine Archéologique et Glyptographique, créée en 1981, soutient le travail du musée depuis 1992,.

#### Autres éléments du patrimoine
- Vestiges du château, à l'ouest de la rue du Président-Wilson, dans la forêt communale : il a été conçu vers 1558 par Jacques Ier Androuet du Cerceau pour Philippe IV de Boulainvilliers, chez qui le graveur et architecte huguenot avait trouvé refuge. Boulainvilliers habitait alors le « château d'en-bas » construit pour son grand-père au début du siècle. La position du nouveau château a été choisie volontiers sur la hauteur, afin de permettre un étagement des jardins et terrasses. Cette disposition entraîne d'autres particularités, les galeries et salles souterraines simulant des grottes, et le vestibule dissocié du château et situé à un niveau inférieur. Le château proprement dit s'organisait autour d'une cour rectangulaire, avec des bâtiments à un étage de trois côtés, et fermée par une galerie sans étage à l'arrière. À chacun des quatre angles du château, s'élevaient deux pavillons d'angle à deux étages coiffés par un dôme. L'architecture était inspirée du maniérisme et alliait pierre de taille et brique. Tout en renonçant aux ordres classiques, elle était d'une grande richesse ornementale, comportant beaucoup d'éléments sculptés, dont quarante statues grandeur nature. Elles ont pour partie été exécutées par Pierre Bontemps. Le château n'est pas achevé quand Boulainvilliers est contraint de le vendre en 1575, ne pouvant plus faire face à ses dettes. Le duc Jacques de Savoie-Nemours et son épouse Anne d'Este rachètent le château et font appel au gendre de l'architecte, Jean de Brosse, pour poursuivre les travaux. Les premières pièces sont habitables dès la fin de la même année, mais à la mort du duc en 1585, l'aile sud et le pavillon d'entrée ne sont toujours pas construits. Le roi Henri IV se porte acquéreur du château abandonné en 1599 et l'offre à Henriette d'Entragues, qui devient marquise de Verneuil. Le fils de Jean de Brosse, Salomon de Brosse, dirige les derniers travaux. Le château appartient à Henri de Bourbon-Verneuil de la mort de sa mère, la marquise de Verneuil, jusqu'à sa disparition en 1682, puis à sa veuve Charlotte Séguier jusqu'en 1704. Les terres de Verneuil sont rachetées par Henri Jules de Bourbon-Condé. Son successeur, Louis IV Henri de Bourbon-Condé, n'utilise pas le château qui se dégrade rapidement, et décide en 1724 de ne plus l'entretenir. La démolition commence vers 1734 et se poursuit pendant une bonne quarantaine d'années, avec récupération des pierres pour l'agrandissement du château de Chantilly, et des statues et colonnes pour le jardin de Betz. Les ruines présentent certes de l'intérêt, mais ne permettent pas de se faire une idée du château avant sa démolition. Le château de Montceaux (également en ruines) et le palais du Luxembourg sont inspirés du château de Verneuil[60],[61],[62].

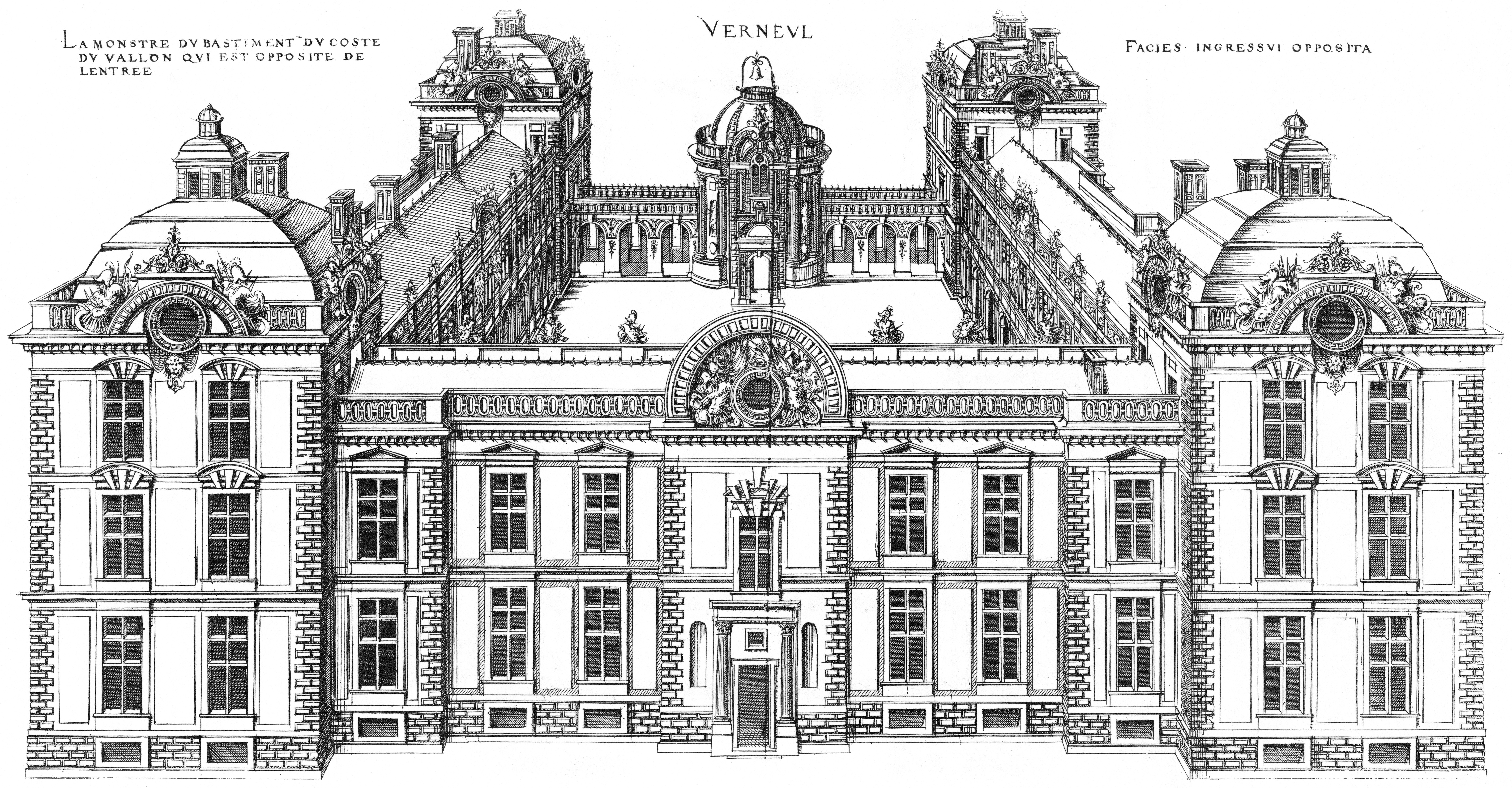
Vue de la façade sur le jardin du château.
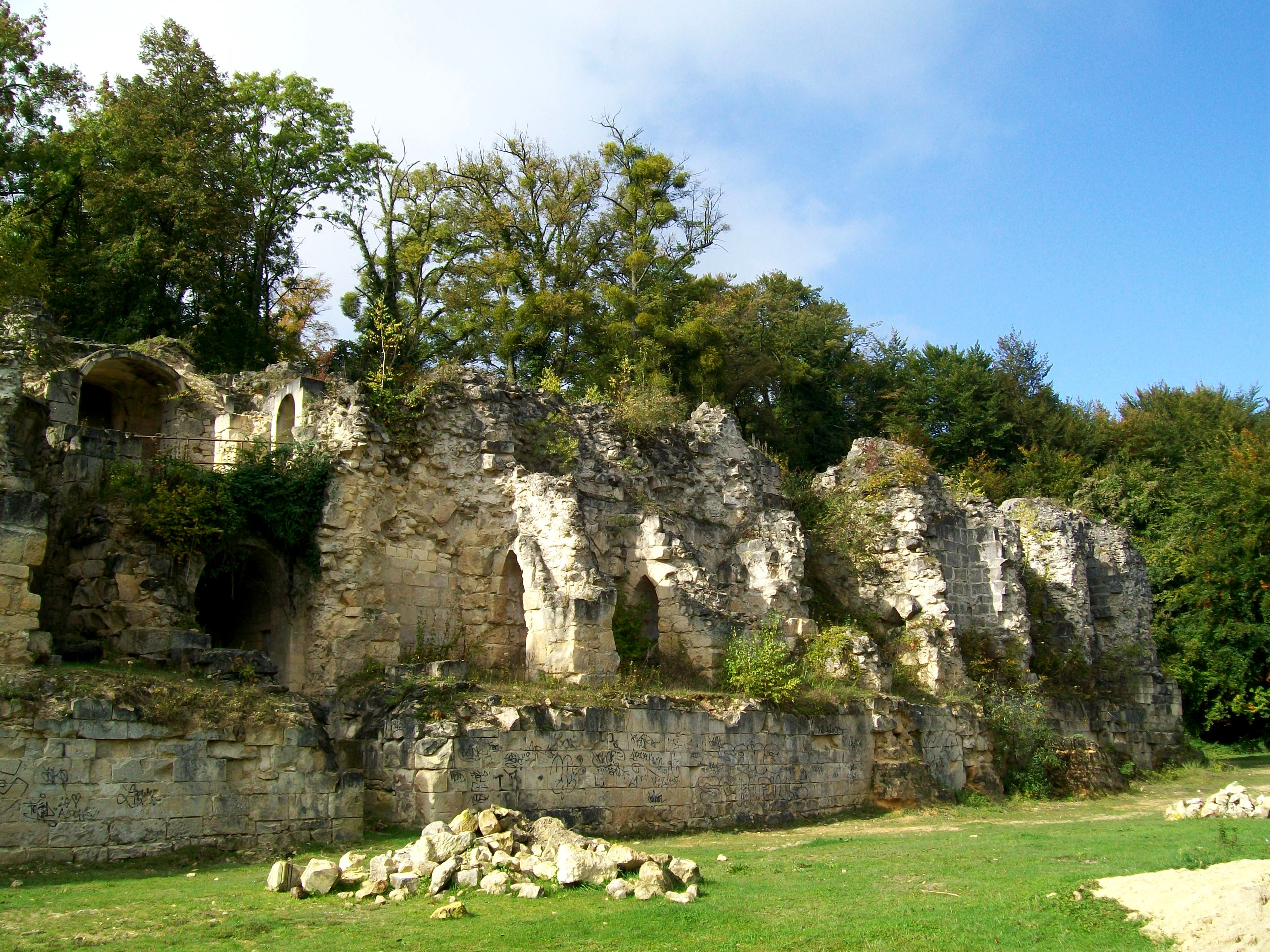
Vue sur ce qui fut la façade du château royal.
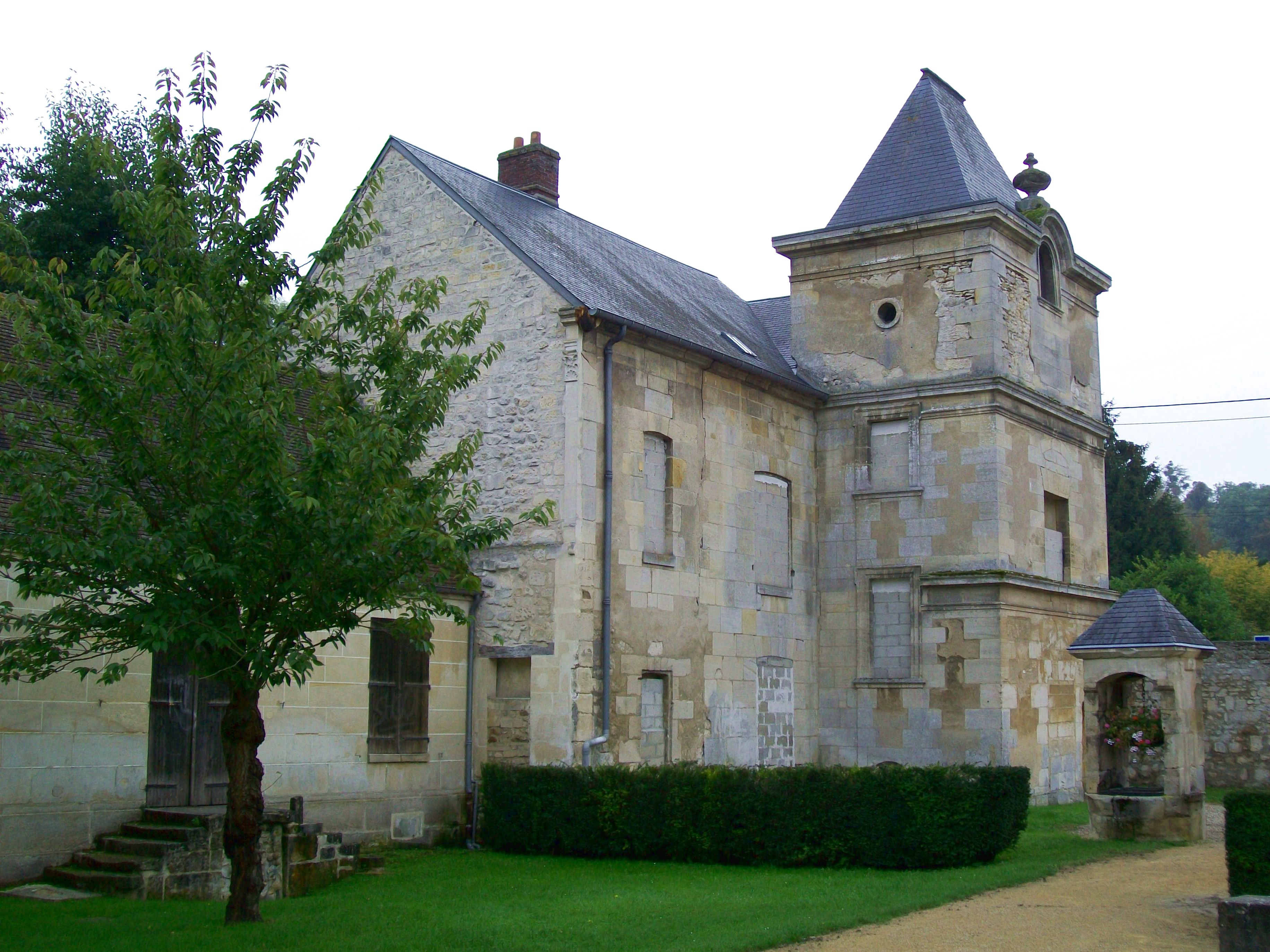
Le manoir Salomon-de-Brosse, façade nord.
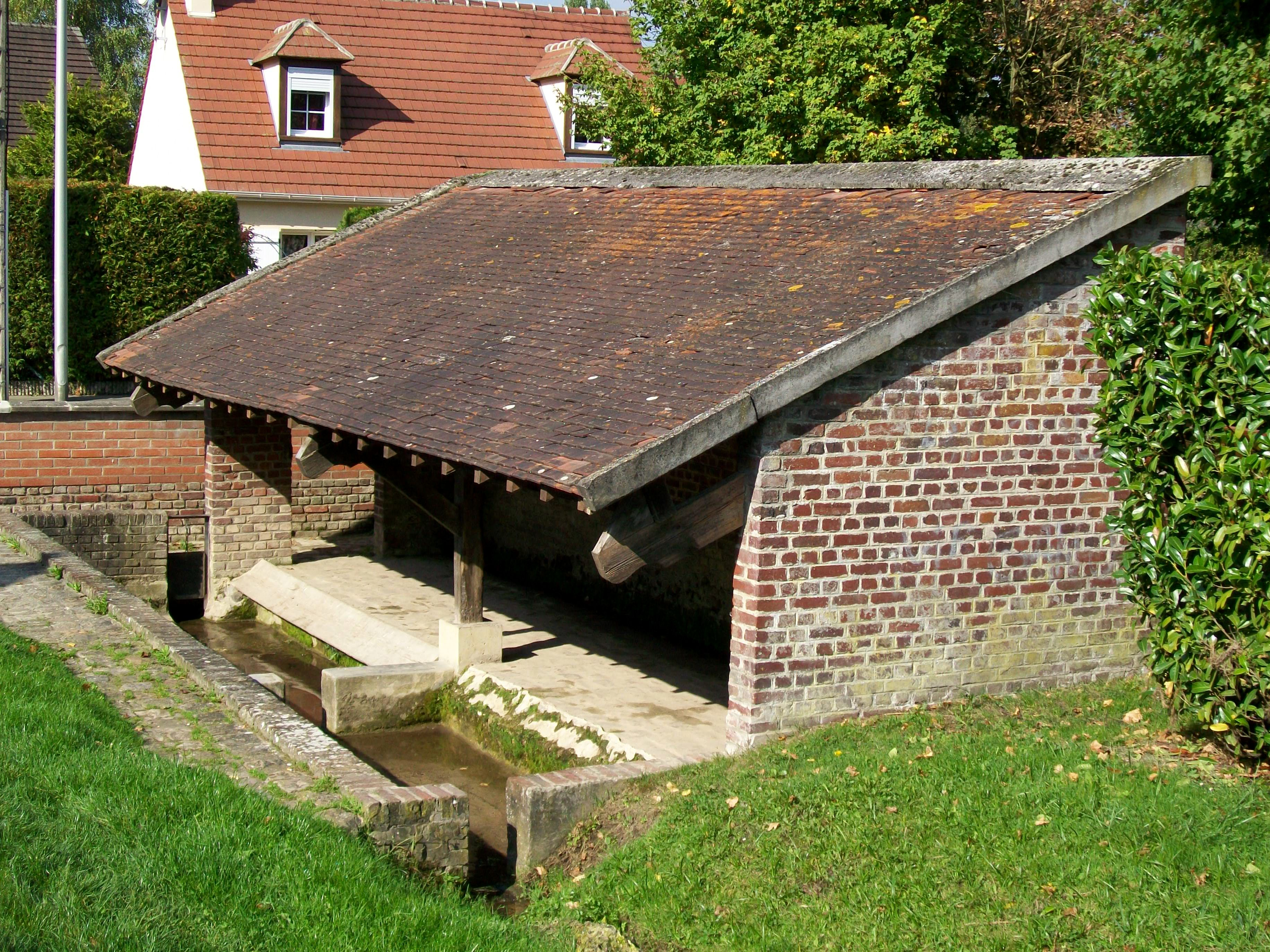
Le vieux lavoir, rue de Verdun.
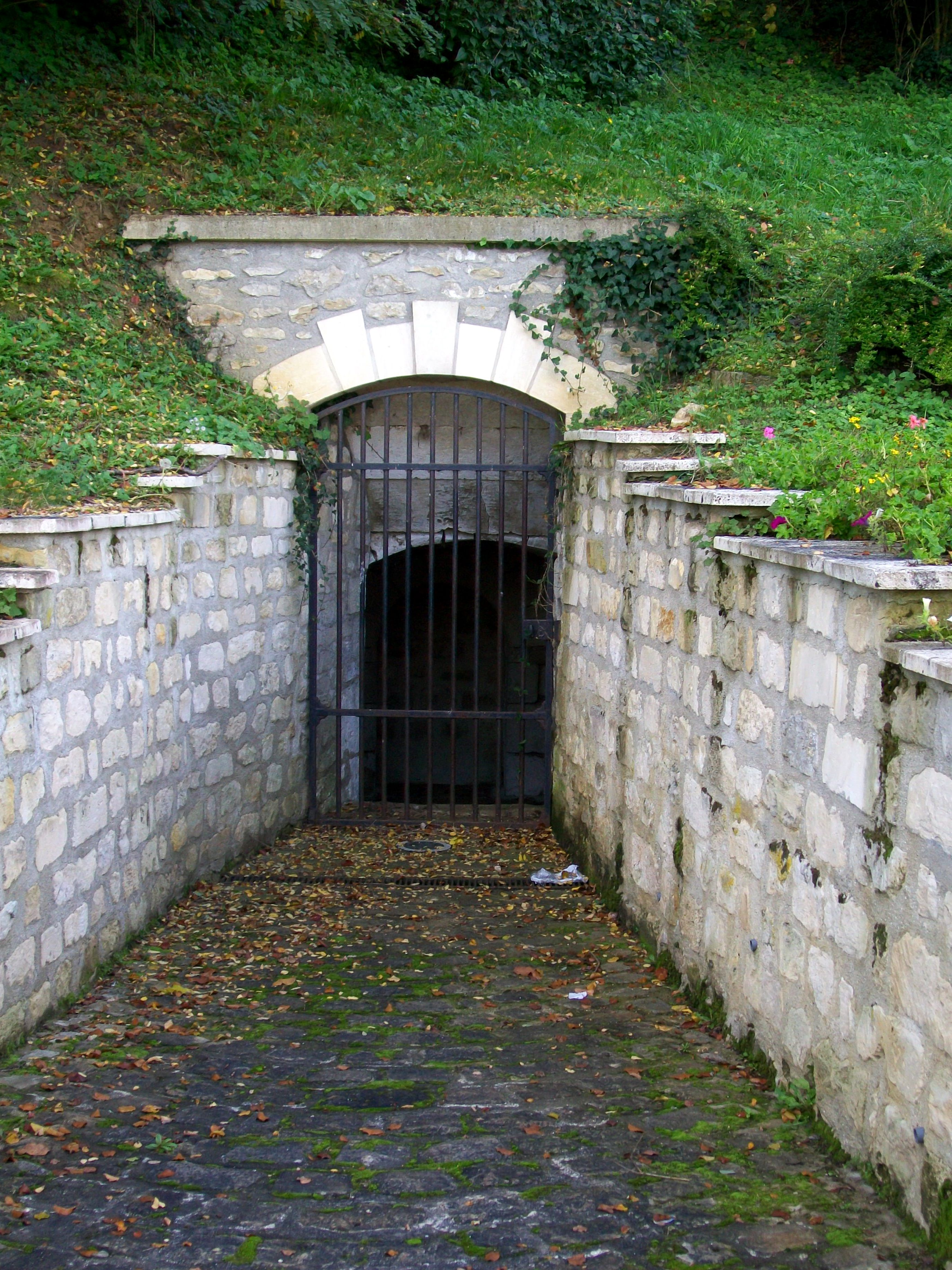
Vestiges de la cave d'une maison, cavée Lerambert.
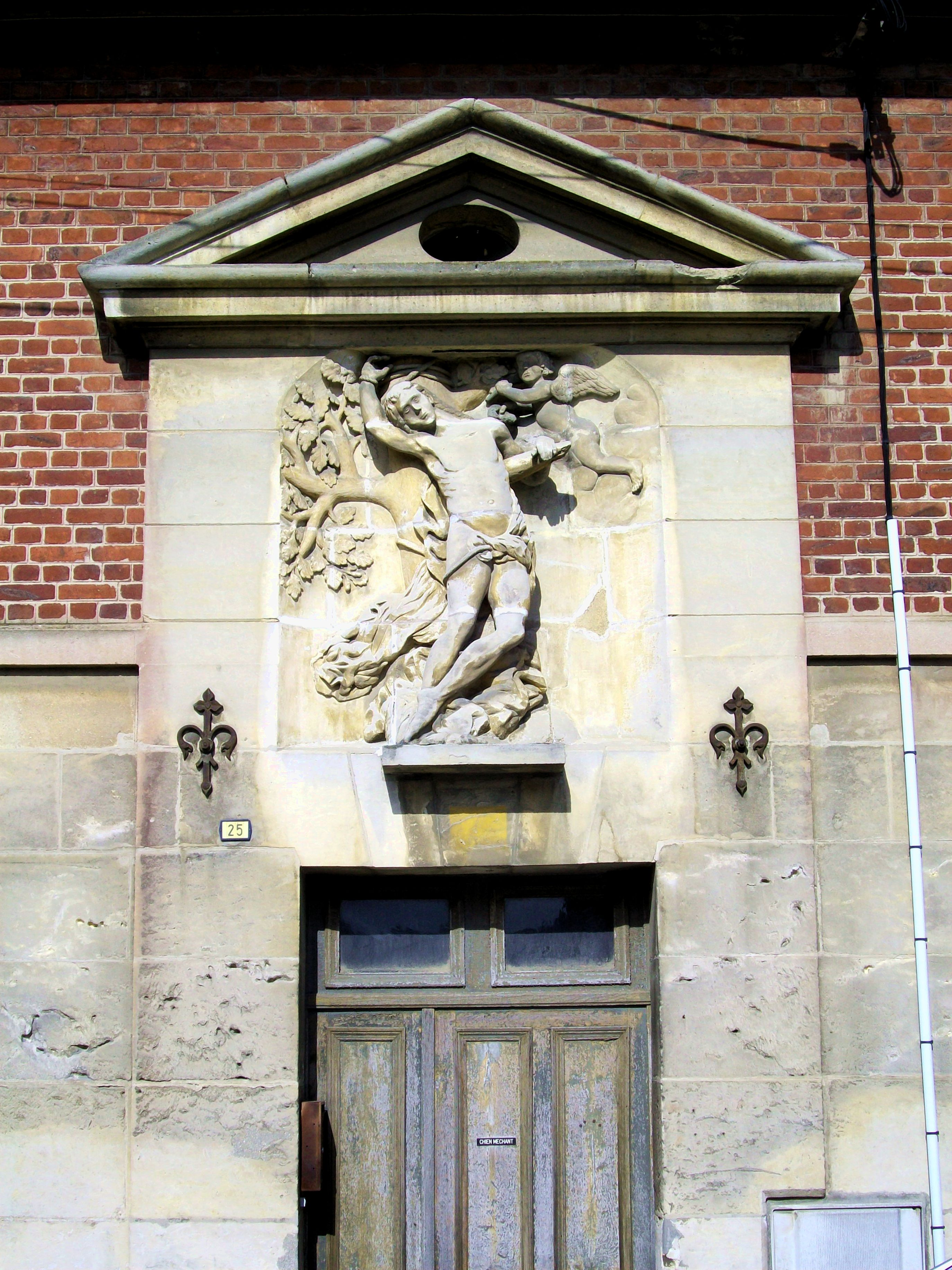
Statue de saint Sébastien sur la maison de l'Archer.

- Manoir Salomon de Brosse et son parc, rue Salomon-de-Brosse, au hameau de Mont-la-Ville : Salomon de Brosse est né à Verneuil vers 1571 dans une maison construite par son père, qui était lui aussi architecte. Cette maison est située près d'un manoir du XVIe siècle nommé l'hôtel de Saint-Quentin. Salomon de Brosse rachète ce manoir en 1613 pour en faire son domicile. Il fait ajouter la tour carrée de deux étages devant la façade nord, en remplacement d'une tour hexagonale plus ancienne. Le manoir est un rare exemple d'architecture Renaissance à la campagne et s'est longtemps assez bien conservé[63]. Laissé à l'abandon plus récemment, il a été victime de vandalisme, et les meneaux des fenêtres ont été cassés[64]. Consciente de la valeur du bâtiment, la commune l'a acquis et commencé sa restauration, qui s'est arrêtée après la réfection du toit. Toutes les ouvertures ont été murées afin d'éviter des actes de vandalisme supplémentaires, et les murs continuent de se dégrader.
- Site gallo-romain de Bufosse, RD 120, au nord de la commune près des étangs : il s'agit des vestiges de la partie résidentielle d'une grande exploitation agricole du Ier siècle, qui a fonctionné jusqu'au IVe siècle. Les bâtiments étaient construits en bois et torchis, avec une fondation en pierres. Une reconstruction complète est intervenue vers 250. Découverte peu après la Seconde Guerre mondiale, la villa a été explorée partiellement au début des années 1950, puis d'une façon plus poussée entre 1986 et 1990 en vue de la construction d'un complexe sportif. Les moyens n'ont cependant pas permis de fouilles exhaustives, la partie centrale de la ferme ayant occupé une surface considérable de 6 ha. Les produits des fouilles sont exposés au musée Serge-Ramond. Sur place, on peut suivre au sol le plan de différents composants de la résidence, et voir deux puits, un bassin et deux balnéaires[65],[66].
- Lavoir couvert, rue de Verdun : ce lavoir construit en briques et couvert d'un toit en appentis a été bâti à la fin du XIXe siècle. Il est établi sur un petit ruisseau, le « fossé Sainte-Geneviève », qui provient de la vallée du même nom et se jette dans le rû Macquart au niveau de la rue Victor-Hugo. Deux étroits bassins se succèdent, où l'on pouvait retenir ou faire évacuer l'eau grâce à une vantelle[67].
- Vestiges d'une cave, cavée Lerambert : cette cave appartenait à une maison aujourd'hui disparue, construite près de l'enceinte du parc du château. Certains vestiges de cette muraille subsistent, mais le portail représentatif une cinquantaine de mètres plus loin, appelé « les Tourelles », a été détruit par les occupants allemands pour la récupération des pierres[67].
- Maison de l'Archer, 25 rue Victor-Hugo : au-dessus de la porte, dans un renfoncement surmonté d'un fronton à jour, est apposée une statue du martyre de saint Sébastien. Elle sort d'un bas-relief servant de décor, avec un arbre auquel est accroché le martyr moyennant des cordes, et en haut à droite, un ange qui sort d'un nuage.
- Ville fleurie : une fleur a été attribuée en 2007 par le Conseil des villes et villages fleuris[68]. de France au Concours des villes et villages fleuris[69].

### Personnages liés à la commune
- Jacques Ier Androuet du Cerceau (vers 1515-1585), graveur et architecte, a vécu un certain temps à Verneuil et publia le livre « Les plus excellents bâtiments de France », contenant, notamment, dix planches présentant le château de Verneuil.
- Jacques de Savoie-Nemours (1531-1585), seigneur de Verneuil et propriétaire du château encore inachevé à partir de 1575.
- Anne d'Este (1531-1607), épouse du précédent, habita Verneuil à partir de 1575 mais l'abandonna bientôt après son veuvage.
- Henriette d'Entragues (1579-1633), favorite d'Henri IV, fut la première marquise de Verneuil, le roi ayant érigé la seigneurie en marquisat pour se faire pardonner son mariage avec Marie de Médicis.
- Salomon de Brosse (1565 ou 1571-1626), architecte né à Verneuil, dont l'œuvre la plus connue est le palais du Luxembourg à Paris.
- Pablo Picasso (1881 - 1973), a séjourné en 1908, en été et en octobre, avec Fernande Olivier à La Rue des Bois (hameau de Verneuil en Halatte) dans un petit pavillon de la ferme de Madame Putman. Pour commémorer ce séjour, évoqué dans l'exposition des «Amis du Vieux Verneuil» en mai 2003, le Conseil municipal a apposé une plaque sur le mur de la ferme au n° 86 et attribué le nom d'Allée Pablo Picasso à la voie qui jouxte celle-ci[70],[71],[72].
- Jean Garonnaire (né en 1945), artiste peintre et auteur de livres pour enfants, vécut à Verneuil de 1970 à 1988.
- Jean-Jacques Fussien (1952-1978), coureur cycliste y est né ; décédé accidentellement, une rue de la commune porte son nom.

### Héraldique
| Armes de Verneuil-en-Halatte | Les armes de Verneuil-en-Halatte se blasonnent ainsi : d'azur aux trois fleurs de lys d'or accompagnées, en abîme, d'un bâton péri de gueules en barre. |